# Oedaleus plenus
Oedaleus plenus är en insektsart som först beskrevs av Walker, F. 1870.  Oedaleus plenus ingår i släktet Oedaleus och familjen gräshoppor.

## Underarter
Arten delas in i följande underarter:
- O. p. plenus
- O. p. browni